# Império Dourado
GRCES Império Dourado é uma escola de samba do carnaval da Baixada Santista, sendo sediada no São Vicente. A escola foi campeã em sua cidade nos anos de 2001, 2004, 2005, 2007; este último dividido com a Beira Mar.

## Carnavais
| Ano  | Colocação | Grupo          | Enredo                                                           | Ref.        |
| ---- | --- | -------------- | ---------------------------------------------------------------- | ----------- |
| 1997 | 7o. | Grupo 2 Santos | Anos Dourados (Nilza da Cruz)                                    |             |
| 1998 | Não competitivo | São Vicente    | Movido a arte                                                    |             |
| 1999 | 5o. | São Vicente    | Brasil 500 anos - 1a. parte                                      |             |
| 2000 | 3o. | Único          | Brasil 500 de uma nova aquarela à nova era                       | [ 4 ]       |
| 2001 | Campeã | São Vicente 1A | A Bahia te espera                                                |             |
| 2002 | 2o. | São Vicente 1A | Tributo a Monteiro Lobato                                        |             |
| 2003 | 2o. | São Vicente 1A | EM UM LUGAR ONDE PEIXE FAZ BARULHOTEM SEMPRE UMA BOA IDEIA NO AR |             |
| 2004 | Campeã | São Vicente 1A | Entre Mitos e Lendas                                             | [ 5 ]       |
| 2005 | Campeã | São Vicente 1A | Fases da Lua                                                     |             |
| 2006 | AS ESCOLAS VICENTINAS PARTICIPARAM DO I CARNAVAL METROPOLITANO, REALIZADO NA PRAIA GRANDE. A PREFEITURA DE SÃO VICENTE, CLASSIFICOU AS ESCOLAS LOCAIS, DE ACORDO COM O RESULTADO DO CONCURSO DA PRAIA GRANDE 2o. São Vicente 6o. Campeonato (14 escolas) | Único          | Do ouro ao Aço, Lili eu Te abraço                                | [ 1 ]       |
| 2007 | Campeã (empatada com a Unidos do Beira Mar) | São Vicente 1A |                                                                  |             |
| 2008 | |                |                                                                  |             |
| 2009 | 3º lugar | Único          | A Bênção a Minha Madrinha                                        | [ 2 ] [ 6 ] |